# 長羽裂蘿蔔
長羽裂蘿蔔（学名：Raphanus sativus var. longipinnatus）是十字花科蘿蔔屬蘿蔔的变种。分布在亚洲温带以及中国大陸各地等地，目前尚未由人工引种栽培。
俗稱白蘿蔔，又名菜頭